# Trialkylamine

Strukturformel von Triethylamin, einem Trialkylamin mit drei gleichen Alkyl-Resten, hier Ethyl-Reste.

Strukturformel von Diisopropylethylamin, einem Trialkylamin mit zwei Isopropyl-Resten und einem Ethyl-Rest.

Trialkylamine bilden eine Gruppe von organisch-chemischen Verbindungen, die sich von Ammoniak (NH3) ableiten, dessen drei Wasserstoffatome durch Alkyl-Reste R ersetzt sind. Wenn die drei Reste R gleich sind, haben die Trialkylamine die allgemeine Formel NR3. Ein bekanntes Trialkylamin ist Triethylamin [N(C2H5)3].
Die drei Alkyl-Reste in den Trialkylaminen können auch durchgängig oder teilweise verschieden sein. Derartige Trialkylamine besitzen eine geringere Bedeutung als die Vertreter mit drei identischen Alkylgruppen. Bekannt ist jedoch das Diisopropylethylamin (Hünig-Base).

## Herstellung
Die Umsetzung von Ammoniak mit drei Äquivalenten eines reaktiven Halogenalkans, z. B. Iodethan, liefert das entsprechende Trialkylamine, z. B. Triethylamin. In einem technischen Verfahren zur Herstellung von Triethylamin sind Ammoniak und Ethanol die Edukte. Trialkylamine können durch Reaktion von längerkettigen α-Olefinen mit bestimmten Aminverbindungen gewonnen werden. Für die Kosmetikindustrie sind Alkyldimethylamine (ADMA) und Dialkylmethylamine (DAMA) aufgrund ihrer guten Hautverträglichkeit von Bedeutung. Diese können auch mit Wasserstoffperoxid zu Aminoxiden umgesetzt werden, die als amphotere Tenside Anwendung finden.

## Verwendung
Trialkylamine, besonders häufig Triethylamin, werden in der organischen Synthesechemie als basisches Lösungsmittel benutzt. Weiterhin werden Trialkylamine oft als Hilfsbase eingesetzt, um bei Reaktionen freiwerdende Säuren zu binden (hierzu vgl. auch: Diisopropylethylamin). Als Beispiel sei die Bildung von Estern aus Carbonsäurechloriden und Alkoholen genannt, bei der Salzsäure freigesetzt wird. Die Bindung der Säure erfolgt durch Bildung von Trialkylammoniumsalzen, im Falle von Salzsäure also Trialkylammoniumchlorid (vgl. auch: Hydrochloride). Weiterhin finden Triethylamine bei der Herstellung verschiedener Kunststoffe und Kunstharze, wie Polyurethanen und Phenoplasten, als Katalysator Verwendung.